# Crhov
Crhov település Csehországban, a Blanskói járásban. Crhov Olešnice, Rozsíčka, Křtěnov és Louka településekkel határos. Lakosainak száma 172 fő (2024. január 1.).

## Népesség
A település lakosságának változását az alábbi diagram mutatja:
| Lakosok száma | 288  | 272  | 311  | 228  | 190  | 187  | 160  | 168  | 168  | 172  |
|               | 1869 | 1890 | 1921 | 1950 | 1980 | 2001 | 2017 | 2019 | 2022 | 2024 |